# Mintty
minttyは、自由ソフトウェアでオープンソースのCygwin（WindowsのためのUNIXライクな環境）のための端末エミュレータである。ディスプレイサーバを必要としないネイティブのウィンドウユーザーインターフェースを持ち、端末エミュレーションはxtermと互換性があるように意図されている。
minttyは、PuTTYの一部をWindowsフロントエンドと端末エミュレーションのベースとしているが、いくつかの点において改善が図られている。これには、特にxtermとの互換性に関するものが含まれる。minttyはCで書かれている。Cygwinによって提供されるPOSIX APIは、mintty中で動作するプロセスと通信するために用いられるが、そのユーザーインターフェースはWindows APIを用いて実装されている。プログラムのアイコンはKDEのKonsoleのものを用いている。
2011年の終わりにかけて、minttyはCygwinのデフォルトの端末エミュレータとなった。Cygwinの以前のコンソールと比べると、より柔軟なユーザーインターフェースと、UNIX標準に対するよりよいサポートなどの利点を持っている。minttyはまたMSYSでも利用することができる。
プロジェクトの当初の名前は、"MinTTY"というようなスタイルものであった（PuTTYの例に従った）が、のちにこれは"mintty"と改められた。これは、この表記がプロジェクトのミニマリストなアプローチにより適合すると考えられたためである。